# 원흥역 푸르지오
원흥역 푸르지오(Wonheung station PRUGIO)는 경기도 고양시 덕양구 원흥동에 위치한 주상복합 오피스텔 단지이다.

## 구성
4개 동으로 구성되어 있으며 세대 수는 1,192세대이고 평수는 39평, 48평, 51A평, 51B평이 있다. 주차대수는 총 1,309대이다.

## 교통
● 수도권 전철 3호선 - 원흥역

## 같이 보기
- 고양시의 마천루 목록